# Menhir von Ranion

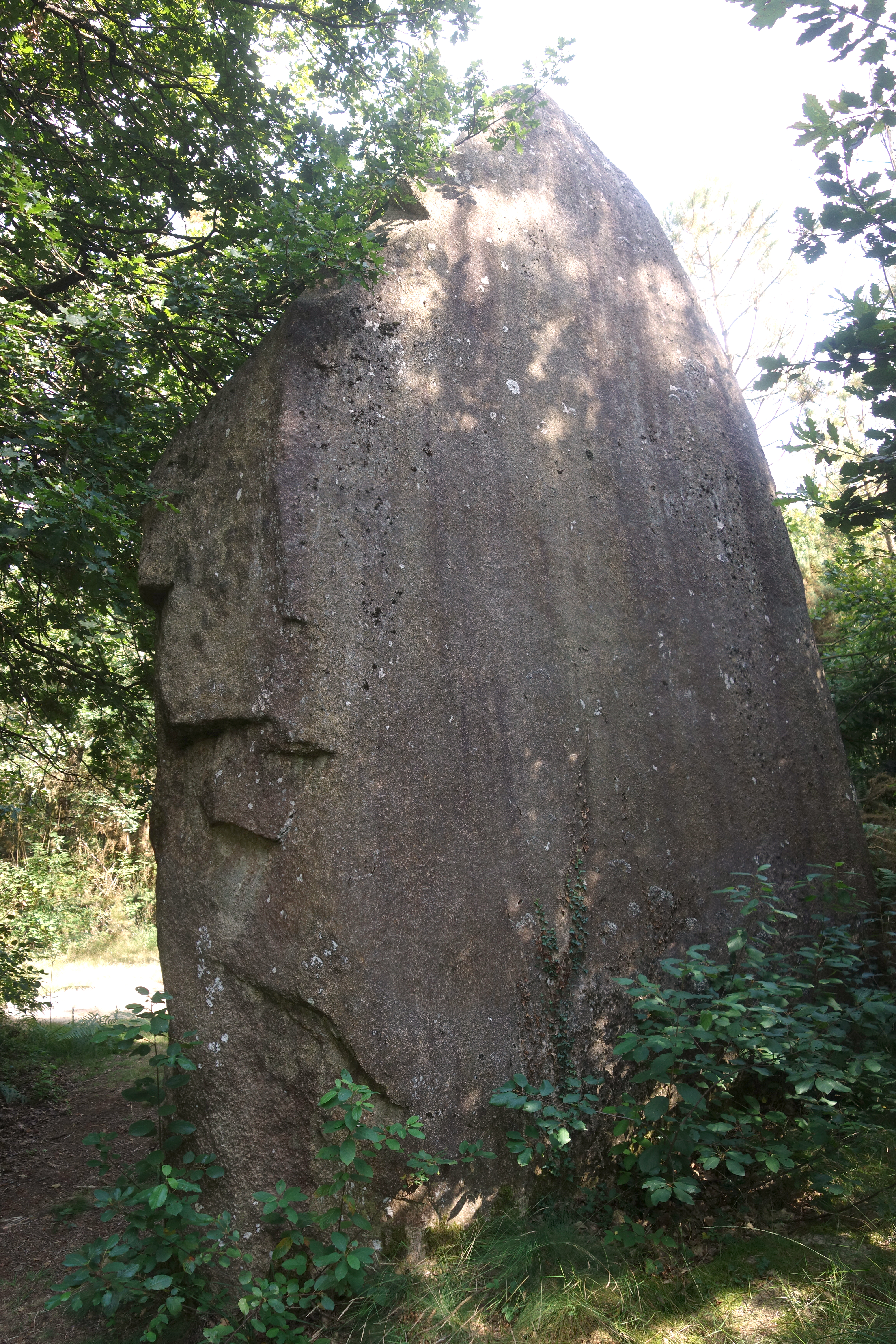
Menhir von Ranion

Der Menhir von Ranion (auch Bois de l’Enclos genannt) steht im Bois de l’Enclos (Wald) westlich von Pleucadeuc, bei Ploërmel im Département Morbihan in der Bretagne in Frankreich.
Der Menhir hat eine Höhe von etwa 6,4 m, eine Breite von 3,5 m und eine durchschnittliche Dicke von 1,0 m. Eine seiner Seiten hat vier Schälchen von etwa 6,0 cm Durchmesser.
Näher am Ort steht der 2,2 m hohe Menhir von Hautes Landes.